# Brachypnoea puncticollis
Brachypnoea puncticollis är en skalbaggsart som först beskrevs av Thomas Say 1824.  Brachypnoea puncticollis ingår i släktet Brachypnoea och familjen bladbaggar. Inga underarter finns listade i Catalogue of Life.